# Johann Gottlob Schneider senior
Johann Gottlob Schneider (* 1. August 1753 in Alt-Waltersdorf; † 3. Mai 1840 in Alt-Gersdorf) war ein deutscher Organist und Kantor.

## Leben
Johann Gottlob Schneider war Sohn eines Leinewebers im Zittauer Gebirge. Bereits frühzeitig interessierte er sich für Musik und eignete sich autodidaktisch die erforderlichen Kenntnisse an. Er wurde Unterschulmeister und Organist in seinem Heimatdorf unterhalb der Lausche. 1787 ging er von Alt-Waltersdorf als Lehrer und Organist nach Alt Gersdorf. Dort gründete er u. a. einen Chor.
Nachdem seine erste Frau verstorben war, heiratete er ein zweites Mal. Mit Anna Rosina geb. Hänisch, die aus dem benachbarten Jonsdorf stammte, hatte er drei Söhne, die vom Vater das musikalische Talent erbten, das dieser förderte.
Der älteste Sohn Friedrich, der 1786 in Waltersdorf geboren wurde, wurde Organist, zuerst an der Thomaskirche in Leipzig, dann gleichzeitig als Hofkapellmeister am Hof des Herzogtums Anhalt-Dessau in Dessau.
Sein zweiter Sohn, Johann Gottlob Schneider, wurde von ihm, nachdem er vier Jahre alt war, im Klavier- und Orgelspiel sowie in Violine, Viola, Oboe, Klarinette, Fagott, Horn, Trompete und Posaune ausgebildet. 1811 wurde er zum Gesangslehrer der Ratsfreischule und zum Organisten der Paulinerkirche in Leipzig berufen. Später war er auch als Komponist tätig.
Der dritte Sohn, Johann Gottlieb Schneider, ging als Organist nach Hirschberg in Schlesien. Auch ihn unterrichtete Johann Gottlob Schneider gemeinsam mit seinen anderen beiden Söhnen.